# Дмитрий Устинов
Дмѝтрий Фьодорович Устѝнов (на руски: Дмѝтрий Фёдорович Устѝнов) е съветски политически и военен деятел, в периода 1976 – 1984 години е Министър на отбраната на СССР. Маршал на Съветския съюз (1976), два пъти Герой на социалистическия труд (1942, 1961), Герой на Съветския съюз (1978).

## Воински звания
- 24 януари 1944 – генерал-лейтенант-инженер
- 18 ноември 1944 – генерал-полковник-инженер
- 29 април 1976 – Армейски генерал
- 30 юли 1976 – Маршал на СССР

## Награди

### Награди на Съветския съюз
- Герой на Съветския съюз (1978)
- Герой на социалистическия труд (1942, 1961)
- 11 ордени „Ленин“ (1939, 1942, 1944, 1951, 1956, 1957, 1958, 1968, 1971, 1978, 1983) – маршал Дмитрий Устинов е единствения, който има 11 ордена „Ленин“.
- Орден „Суворов“ I степен (1945)
- Орден „Кутузов“ I степен (1944)
- 17 медала на СССР
- Лауреат на Ленинска премия (1982)
- Лауреат на Сталинска премия I степен (1953)
- Лауреат на Държавна премия на СССР (1983)

### Награди наМонголия
- Герой на Монголската народна република (1981)
- 3 ордена „Сухе Батор“ (1975, 1978, 1981)
- Орден „Бойно червено знаме“ (1983)
- 6 медала на МНР

### Награди наЧехословакия
- Герой на Чехословашката социалистическа република (1982)
- 2 ордена „Клемент Готвалд“ (1978, 1983)
- Орден „Бял лъв“ I степен (1977)
- 2 медала на ЧССР

### Награди наВиетнам
- Орден „Хо Ши Мин“ (1983)

### Награди наБългария
- 2 ордена „Георги Димитров“ (1976, 1983)
- 7 медала на НРБ

### Награда наПолша
- Орден „Кръст Грюнвалд“ I степен (1976)

### Награда наПеру
- Орден „За заслуги пред ВВС“

### Награди наУнгария
- 2 ордена „Знаме на Унгарската народна република“, с рубини (1978, 1983)
- Медали на УНР

### Награди наАфганистан
- Орден „Слънце на свободата“ (1982)

### Награди наИзточна Германия
- 2 Орден „Карл Маркс“ (1978, 1983)
- Орден „Шарнхорст“ (1977)
- Медали на ГДР

### Награди наФинландия
- Орден „Бяла роза“ I степен (1978)

### Награди наКуба
- Орден „Плая Хирон“ (1983)
- 2 медала на Куба